# Tried for His Own Murder
Tried for His Own Murder è un cortometraggio muto del 1916 diretto da Van Dyke Brooke.

## Produzione
Il film fu prodotto dalla Vitagraph Company of America, (con il nome Broadway Star Features).

## Distribuzione
Distribuito dalla General Film Company, il film - un cortometraggio in tre bobine - uscì nelle sale cinematografiche statunitensi l'8 gennaio 1916.